# Mlčení (film, 1963)

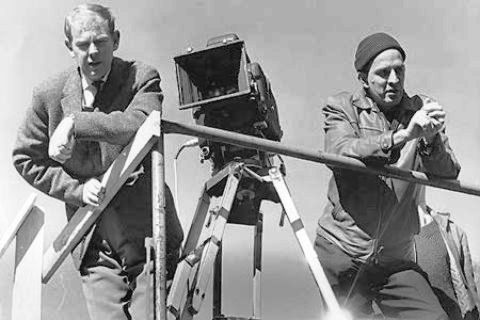
Tvůrci při natáčení filmu, vlevo kameraman Sven Nykvist, vpravo Ingmar Bergman

Mlčení (švédsky Tystnaden) je autorský film režiséra Ingmara Bergmana z roku 1963. Snímek zobrazující psychologii zralých žen patří k autorovým vrcholným dílům. Kvůli zdůraznění hlavního motivu film obsahuje jen naprosté minimum děje, lokací a vedlejších rolí. Prostředí je v sobě uzavřené a reflektuje vnější svět jen prostřednictvím několika málo aluzivních symbolů (např. silueta míjení vlaku s naloženými tanky). Bergman po drtivou většinu stopáže zobrazuje jen jednu situaci – pobyt v hotelu v „cizí zemi“ v neznámé době.

## Žánr
Přes použití zmíněných uměleckých postupů, které do značné míry charakterizují absurdní drama, zůstává vyznění situace realistické. Toto náročné dílo není určeno pro běžného diváka především pro nedostatek děje. (Dramatičnosti je dosahováno například paradoxně velmi dlouhými záběry s absencí akce; tento postup se ve slabší formě často užívá v hororech.)

## Děj
Ester a Anna se synem přicestují do hotelu. Zdravotní stav Ester se výrazně zhorší. Anna prožije voyeursky podanou náhodnou sexuální známost. Anna se synem odjíždí z hotelu. O účelu cesty a dalších souvislostech se vůbec nic nedovídáme.

## Charaktery postav
Ester je bezdětná, intelektuálně založená, citlivá, s vřelým vztahem k dětem a mateřství. Svou pozornost a péči věnuje malému synovci Johanovi, synu své sestry Anny.
Anna je orientována na muže a se synem ji nepojí výrazné pouto. Povahy Ester a Anny se liší i v mnoha dalších ohledech. Z této esenciální rozdílnosti pramení trvalý konflikt, který se nijak netransformuje, zato však představuje zdroj odcizení a nepřekonatelnou bariéru. Název díla v této souvislosti odkazuje na formu (ne)komunikace mlčení.
Milenec je za celý film jen náhodou částečně spatřen při „akci“ ve třech krátkých záběrech, které byly navíc v některých uvedeních cenzurovány. Význam zbylých rolí (číšník, barman) je naprosto okrajový.

## Význam pro Bergmanovu tvorbu
Po Hostech Večeře Páně a následném Mlčení se Bergmanova tvorba stává pesimistickou, prostou komických momentů, a soustředěnou okolo závažných problémů jako například odcizení, neschopnost komunikace, existenciální problémy. Tato témata zpracovával i dříve (blízkost smrti v Sedmé pečeti, strasti stáří v Lesních jahodách…), nikoli však takto výhradně „ponurým“ způsobem. Tímto posunem Bergman získává svůj definitivní umělecký výraz.